# Sachalin-Stör
Der Sachalin-Stör (Sinosturio mikadoi, Synonym: Acipenser mikadoi) ist eine Fischart aus der Familie der Störe (Acipenseridae). Er kommt küstennah im Beringmeer, im Ochotskischen Meer und im Japanischen Meer, an der Küste der Halbinsel Kamtschatka, an der Ostküste der japanischen Insel Hokkaido und an den Pazifikküsten von Russland und Nordkorea südlich bis Wonsan vor.

## Systematik
Der Sachalin-Stör wurde 1892 durch den deutschen Zoologen Franz Martin Hilgendorf beschrieben, später jedoch nur noch von wenigen Wissenschaftlern als unabhängige Art anerkannt (u. a. von Jordan). Die meisten sahen in den nordostasiatischen Störbeständen Populationen des nordamerikanischen Grünen Störs (Sinosturio medirostris) oder eine Unterart des Grünen Störs (S. medirostris mikadoi). Genaue morphometrische Untersuchungen und der DNA-Vergleich ergaben jedoch, dass es sich beim Grünen Stör und beim Sachalin-Stör um zwei verschiedene Arten handelt.

## Merkmale
Der Sachalin-Stör erreicht eine Maximallänge von 1,30 Metern. Sein langgestreckter Körper besitzt fünf Längsreihen gebuckelter Knochenschuppen (Scuta). Vom Grünen Stör kann er vor allem anhand der Anzahl der Lateralschuppen unterschieden werden (18 bis 27 (Mittelwert 23) beim Sachalin-Stör vs. 25 bis 30 (Mittelwert 27,9) beim Grünen Stör). Außerdem wird die Afterflosse des Sachalin-Störs von mehr Flossenstrahlen gestützt als die des Grünen Störs (27 bis 36 (Mittelwert 31,3) beim Sachalin-Stör vs. 25 bis 31 (Mittelwert 28,9) beim Grünen Stör). Die Barteln liegen beim Sachalin-Stör näher zum Maul als zur Schnauzenspitze, beim Grünen Stör liegen sie näher zur Schnauzenspitze oder die Abstände Schnauzenspitze – Barteln und Barteln – Maul sind gleich lang. Der Sachalin-Stör hat normalerweise nicht mehr als neun Knochenschuppen an den äußeren Bauchseiten zwischen den paarigen Flossen, der Grüne Stör hat dort in der Regel mehr als neun Schuppen. Die Anzahl der Kiemenrechenliegt beim Sachalin-Stör bei weniger als zwanzig, beim Grünen Stör sind es meist mehr als zwanzig. Entlang der Mittellinie des Rückens hat der Sachalin-Stör 7 bis 11 Knochenschuppen. Genetisch unterscheiden sich Sachalin-Stör und Grüner Stör vor allem hinsichtlich ihres Karyotyps.
- Flossenformel: Dorsale 33–40, Anale 22–30.[3]

## Lebensweise
Der Sachalin-Stör kommt küstennah im Meer, im Salz- und Brackwasser von Flussmündungen und im Süßwasser der Flussunterläufe vor. Die ausgewachsenen Tiere wandern von April bis Mai die Flussläufe hinauf und kehren im Herbst ins Meer zurück. Das einzige bekannte Laichgewässer der Art war zunächst der Fluss Tumnin in der russischen Region Chabarowsk. Die Fortpflanzung findet dort in den Monaten Juni und Juli statt. Später wurde die Art auch im Fluss Viyakhtu, Sachalin, nachgewiesen.

## Gefährdung
Die IUCN schätzt den Bestand des Sachalin-Stör als critically endangered (vom Aussterben bedroht) ein. Gründe sind die illegale Fischerei, Verschmutzung der Umwelt und der Bau von Staudämmen. In den letzten 45 Jahren soll der Bestand um 80 % abgenommen haben.